# 阿拉西塔巴
阿拉西塔巴是巴西米纳斯吉拉斯州的一个市镇。总面积105.885平方公里，总人口1875人，人口密度17.7人/平方公里。